# Свети Атанасий (Топляни)
Вижте пояснителната страница за други значения на Свети Атанасий.
„Свети Атанасий“ (на гръцки: Αγίου Αθανασίου) е православна църква край берското село Георгяни (Топляни), Егейска Македония, Гърция.
Църквата е разположена в югоизточните склонове на Каракамен (Вермио), западно от Георгяни и южно от Вромопигадо. Известна е и като „Свети Атанасий Тормански“ (Άγιος Αθανάσιος Τορμάνης). В 1969 година е обявена за паметник на културата.